# 国鉄タキ16100形貨車
国鉄タキ16100形貨車（こくてつタキ16100がたかしゃ）は、かつて日本国有鉄道（国鉄）及び1987年（昭和62年）4月の国鉄分割民営化後は日本貨物鉄道（JR貨物）に在籍した私有貨車（タンク車）である。
本形式と同一の専用種別であるタキ8050形についても本項目で解説する。

## タキ16100形
タキ16100形は、サラシ液専用の35t 積タンク車として1969年（昭和44年）7月11日から1974年（昭和49年）8月3日にかけて3ロット4両（コタキ16100 - コタキ16102、コタキ16104）が、川崎重工業の1社のみで製作された。何故か16103は当初より欠番である。
記号番号表記は特殊標記符号「コ」（全長 12 m 以下）を前置し「コタキ」と標記する。
本形式の他にサラシ液を専用種別とする形式には、タ4100形（3両）、タラ600形（2両）、タラ700形（2両）、タサ4900形（1両）、タキ4900形（1両）、タキ4950形（4両）、タキ8050形（1両、後述）、タキ18500形（6両）の8形式があった。
所有者は、望月燃料、大和紡績の2社でありその常備駅は東海道本線の岩淵駅（現在の富士川駅）、山陰本線の益田駅であった。
1979年（昭和54年）10月に制定された化成品分類番号では、侵80（侵食性の物質、腐食性物質、危険性度合3（小））が標記された。
荷役方式は、タンク上部の液入管からの上入れ、S字管を使用した液出管と空気管使用による上出し方式である。
車体色は黒色、寸法関係は全長は11,300mm、全幅は2,610mm、全高は3,715mm、台車中心間距離は7,200mm、実容積は30.9m3、自重は17.5t、換算両数は積車5.0、空車1.8であり、台車はベッテンドルフ式のTR41Cである。
1987年（昭和62年）4月の国鉄分割民営化時には1両（コタキ16102）がJR貨物に継承されたが、1990年（平成2年）2月に廃車となり同時に形式消滅となった。

### 年度別製造数
各年度による製造会社と両数、所有者は次のとおりである。
- 昭和44年度 - 2両
  - 川崎重工業 2両 望月燃料（コタキ16100 - コタキ16101）
- 昭和47年度 - 1両
  - 川崎重工業 1両 望月燃料（コタキ16102）
- 昭和49年度 - 1両
  - 川崎重工業 1両 大和紡績（コタキ16104）

## タキ8050形
1967年（昭和42年）6月16日にタキ2800形より1両（コタキ2943）の専用種別が「サラシ液」に変更され、記号番号は新形式名であるタキ8050形（コタキ8050）とされた。
記号番号表記は特殊標記符号「コ」（全長 12 m 以下）を前置し「コタキ」と標記する。
種車となったコタキ2943は1951年（昭和26年）7月18日にタキ1400形（コタキ1416）として川崎車輛にて製造され、その後1957年（昭和32年）にタキ2800形へ改造された。つまり本車は2回改造され2回形式名が変更された車である。
専用種別変更に伴う改造工事は川崎車輛にて施工され、その改造内容は断熱材、キセ（外板）を撤去し積載荷重は27t に減トンされた。
所有者は、大和紡績であり、その常備駅は山陰本線の益田駅であった。
車体色は黒色、寸法関係は全長は9,560mm、全幅は2,435mm、全高は3,756mm、台車中心間距離は5,860mm、実容積は23.5m3、自重は15.5t、換算両数は積車4.0、空車1.6であり、台車はベッテンドルフ式のTR41Cである。
1978年（昭和53年）1月24日に廃車となり同時に形式消滅となった。